# Schae Harrison
Schae Harrison, född 27 april 1962 i Anaheim Hills, Kalifornien i USA, är en amerikansk skådespelerska.
Harrison är förlovad med skådespelaren Mick Cain och har tillsammans med honom sonen Havaen Jude Cain (född 13 december 2003). Tidigare var hon förlovad med Michael J. Kase.
Schae Harrison fick rollen som den vimsiga och naiva sekreteraren Darla i Glamour 1989. Hon har varit med i ett flertal filmer och tv-serier, bland andra General Hospital. Schae var medlem i NFL:s hejarklack i över tre år och har haft ett eget workout-program i tv.